# Woltersdorf (Brandeburgo)
Woltersdorf è un comune di 8 446 abitanti del Brandeburgo, in Germania.

Appartiene al circondario dell'Oder-Sprea.

## Società

### Evoluzione demografica
- Sviluppo della popolazione dal 1875 entro gli attuali confini (Linea Blu: Popolazione; Linea puntata: Confronto dello sviluppo della popolazione dello stato del Brandenburgo; Sfondo grigio: Ai tempi del governo nazista; Sfondo rosso: Al tempo del governo comunista)
- Sviluppo recente della popolazione (Linea blu) e previsioni

| Anno | Abitanti |
| ---- | -------- |
| 1875 | 728      |
| 1890 | 1 323    |
| 1910 | 2 517    |
| 1925 | 3 348    |
| 1939 | 6 071    |
| 1950 | 6 202    |
| 1964 | 6 156    |

| Anno | Abitanti |
| ---- | -------- |
| 1971 | 6 109    |
| 1981 | 5 520    |
| 1985 | 5 318    |
| 1990 | 4 902    |
| 1995 | 5 007    |
| 2000 | 6 799    |
| 2005 | 7 564    |

| Anno | Abitanti |
| ---- | -------- |
| 2010 | 7 802    |
| 2015 | 8 092    |
| 2016 | 8 163    |
| 2017 | 8 193    |
| 2018 | 8 259    |
| 2019 | 8 302    |
| 2020 | 8 423    |

Fonti dei dati sono nel dettaglio nelle Wikimedia Commons..

## Infrastrutture e trasporti
Woltersdorf è servita dalla Woltersdorfer Straßenbahn, una linea tranviaria interurbana che collega il centro abitato alla S-Bahn berlinese presso Rahnsdorf.